# العلاقات التشيكية الروسية
العلاقات بين جمهورية التشيك وروسيا هي العلاقات الخارجية الثنائية بين جمهورية التشيك والاتحاد الروسي. على عكس روسيا، فإن جمهورية التشيك عضو في المؤسسات الغربية بما في ذلك الاتحاد الأوروبي وحلف شمال الأطلسي ومنظمة التعاون الاقتصادي والتنمية.
كلا البلدين عضوين كاملي العضوية في مجلس أوروبا ومنظمة الأمن والتعاون في أوروبا. جمهورية التشيك لديها سفارة في موسكو، وقنصليتان عامتان (في سانت بطرسبرغ وإيكاترينبورغ). يوجد للاتحاد الروسي سفارة في براغ، وقنصليتان عامتان (في برنو وكارلوفي فاري).

## تاريخيًا
خلال فترة القرون الوسطى بأكملها وأوائل الفترة الحديثة، كانت الأراضي التشيكية في شكل دوقية بوهيميا ومملكة بوهيميا، متوائمة مع الإمبراطورية الرومانية المقدسة ثم الإمبراطورية النمساوية لاحقًا. خلال النصف الأول من القرن العشرين، أُضفي الطابع الرسمي على العلاقات التشيكية الروسية كعلاقات تشيكوسلوفاكيا والاتحاد السوفياتي. اعترفت تشيكوسلوفاكيا بالاتحاد السوفيتي بحكم القانون في عام 1934. ووُقع في 16 مايو 1935 معاهدة التحالف التشيكوسلوفاكية السوفيتية بين الدولتين نتيجة للتحالف السوفييتي مع فرنسا (التي كانت الحليف الرئيسي لتشيكوسلوفاكيا).
بعد الاحتلال الألماني لتشيكوسلوفاكيا وإنشاء الدولة السلوفاكية الموالية لألمانيا في مارس 1939، اعترف الاتحاد السوفييتي بسرعة بالوضع الراهن الجديد وأنهى العلاقات الدبلوماسية مع الممثلين التشيكيين. بعد اتفاقية ميونيخ بوقت قصير، حصل العديد من الشيوعيين التشيكوسلوفاكيين على حق اللجوء في الاتحاد السوفيتي، ومع ذلك أُرسل مئات اللاجئين غير الشيوعيين إلى معسكرات العمل.
بعد الحرب العالمية الثانية، وعندما تولى الحزب الشيوعي لتشيكوسلوفاكيا السيطرة على البلاد من خلال انقلاب تشيكوسلوفاكي 1948 المدعوم من الاتحاد السوفيتي، أصبحت تشيكوسلوفاكيا جزءًا من الكتلة الشرقية من خلال حلف وارسو مع الاتحاد السوفيتي والشرق والوسط، الدول الاشتراكية الأوروبية. في 21 أغسطس 1968 بعد إصلاحات ربيع براغ المؤيدة للديمقراطية للحكومة التشيكية، أعاد الغزو الذي قاده السوفييت تأسيس النظام الشيوعي بالقوة. قتل 108 التشيك والسلوفاك وأصيب حوالي 500 كنتيجة مباشرة للغزو. منع الغزو الحزب الشيوعي لتشيكوسلوفاكيا من إجراء إصلاحات ديمقراطية وليبرالية، واستعاد السياسيون الموالون لموسكو السيطرة مرة أخرى. أضر هذا بالعلاقات بين البلدين.
بعد الثورة المخملية عام 1989، انضمت جمهورية التشيك المستقلة إلى حلف شمال الأطلسي في عام 1999 والاتحاد الأوروبي في عام 2004، وانضمت رسميًا إلى العالم الغربي السياسي بعد أربعة عقود من الغياب وأعادت مواءمة سياستها الخارجية ومصالحها الاقتصادية مع حلفائها الغربيين.
في 7 ديسمبر 2011، قام الرئيس الروسي دميتري ميدفيديف بزيارة براغ لتوقيع العقود الاقتصادية والتبادل الثقافي. كلا البلدين يعتبران بعضهما البعض شريكًا اقتصاديًا مهمًا.
كرد على التدخل العسكري الروسي في أوكرانيا منذ عام 2014، شاركت جمهورية التشيك في سن عقوبات اقتصادية ضد روسيا. في مارس 2018، طردت جمهورية التشيك ثلاثة دبلوماسيين روس كرد فعل على تسميم سيرجي ويوليا سكريبال في المملكة المتحدة. في مارس 2018، ألقت جمهورية التشيك القبض على متسلل روسي وسلمته إلى الولايات المتحدة بناءً على طلبهم. وُصفت التوترات المستمرة في العلاقات بين روسيا والاتحاد الأوروبي والعلاقات بين الناتو وروسيا منذ أواخر عام 2010 بالحرب الباردة الثانية.

## مقارنة بين البلدين
هذه مقارنة عامة ومرجعية للدولتين:
| وجه المقارنة                                              | التشيك                                                                            | روسيا                                   |
| --------------------------------------------------------- | --------------------------------------------------------------------------------- | --------------------------------------- |
| المساحة (كم2)                                             | 78.87 ألف                                                                         | 17.08 مليون                             |
| عدد السكان (نسمة)                                         | 10.52 مليون                                                                       | 146.80 مليون                            |
| الكثافة السكانية (ن./كم²)                                 | 133.38                                                                            | 8.59                                    |
| العاصمة                                                   | براغ                                                                              | موسكو                                   |
| اللغة الرسمية                                             | اللغة التشيكية                                                                    | اللغة الروسية                           |
| العملة                                                    | كرونة تشيكية، كرونة تشيكوسلوفاكية                                                 | روبل روسي                               |
| الناتج المحلي الإجمالي (بليون دولار)                      | 215.73 مليار                                                                      | 1.58 تريليون                            |
| الناتج المحلي الإجمالي (تعادل القوة الشرائية) بليون دولار | 356.15 مليار                                                                      | 3.69 تريليون                            |
| الناتج المحلي الإجمالي الاسمي للفرد دولار أمريكي          | 17.55 ألف                                                                         | 9.09 ألف                                |
| الناتج المحلي الإجمالي للفرد دولار أمريكي                 | 31.19 ألف                                                                         |                                         |
| مؤشر التنمية البشرية                                      | 0.878                                                                             | 0.798                                   |
| رمز المكالمات الدولي                                      | +420                                                                              | +7                                      |
| رمز الإنترنت                                              | .cz                                                                               | .ru، .рф، .рус ‏، .su                    |
| المنطقة الزمنية                                           | ت ع م+01:00، ت ع م+02:00، توقيت وسط أوروبا، توقيت وسط أوروبا الصيفي، أوروبا/براغ ‏ | Magadan Time ‏، ت ع م+02:00، ت ع م+12:00 |

## مدن متوأمة
في ما يلي قائمة باتفاقيات التوأمة بين مدن تشيكية وروسية:
- ترتبط أولوموتس مع فولجسكي باتفاقية توأمة.
- ترتبط لوني مع سوزدال باتفاقية توأمة منذ 1995.[13][14][15][16]
- ترتبط ماريانسكي لازني مع نيجني تاجيل باتفاقية توأمة منذ 1978.
- ترتبط Žatec [الإنجليزية]‏ مع نوفوتشبوكسارسك باتفاقية توأمة.
- ترتبط تربيتش مع بافلوفسك باتفاقية توأمة منذ 2000.[17][18][17][18]
- ترتبط بلانسكو مع بوريسوغليبسك باتفاقية توأمة.
- ترتبط كارلوفي فاري مع أومسك باتفاقية توأمة منذ 1998.[19][20][21][22]
- ترتبط براغ مع موسكو باتفاقية توأمة منذ 1967.
- ترتبط برنو مع فارونيش باتفاقية توأمة منذ 1973.
- ترتبط خب مع نيجني تاجيل باتفاقية توأمة.
- ترتبط زلين مع نوفوخوبايورسك باتفاقية توأمة.
- ترتبط Františkovy Lázně [الإنجليزية]‏ مع نيجني تاجيل باتفاقية توأمة.
- ترتبط يهلافا مع سميليوكي باتفاقية توأمة منذ 1968.[23][24]
- ترتبط أوسترافا مع فولغوغراد باتفاقية توأمة منذ 1971.
- ترتبط راكوفنيك مع إيسترا باتفاقية توأمة.
- ترتبط أوستي ناد لابم مع فلاديمير باتفاقية توأمة منذ 1970.
- ترتبط نيمبورك مع مايتشي باتفاقية توأمة منذ 2004.

## منظمات دولية مشتركة
يشترك البلدان في عضوية مجموعة من المنظمات الدولية، منها:
| علم المنظمة | اسم المنظمة                        | تاريخ انضمام التشيك | تاريخ انضمام روسيا |
| ----------- | ---------------------------------- | ------------------- | ------------------ |
|             | منظمة الشرطة الجنائية الدولية      | ?                   | 27 سبتمبر 1990     |
|             | الاتحاد البريدي العالمي            | ?                   | ?                  |
|             | منظمة التجارة العالمية             | ?                   | 22 أغسطس 2012      |
|             | الفريق المعني برصد الأرض           | ?                   | ?                  |
|             | مجموعة الموردين النوويين           | ?                   | ?                  |
|             | مؤسسة التنمية الدولية              | 1993                | 16 يونيو 1992      |
|             | اتفاقية السماوات المفتوحة          | ?                   | ?                  |
|             | منظمة الأمن والتعاون في أوروبا     | 1993                | 1992               |
|             | مؤسسة التمويل الدولية              | 1993                | 12 أبريل 1993      |
|             | مجلس أوروبا                        | ?                   | 28 فبراير 1996     |
|             | منظمة حظر الأسلحة الكيميائية       | ?                   | ?                  |
|             | الأمم المتحدة                      | 19 يناير 1993       | 24 أكتوبر 1945     |
|             | الاتحاد الدولي للاتصالات           | 1993                | 1866               |
|             | البنك الدولي للإنشاء والتعمير      | 1993                | 16 يونيو 1992      |
|             | وكالة ضمان الاستثمار متعدد الأطراف | 1993                | 29 ديسمبر 1992     |
|             | نظام تحكم تكنولوجيا القذائف        | 1998                | 1995               |
|             | يونسكو                             | 22 فبراير 1993      | 21 أبريل 1954      |

## أعلام
هذه قائمة لبعض الشخصيات التي تربطها علاقات بالبلدين:
- أناتولي سوبتشاك (سياسي روسي، 10 أغسطس 1937[32][33] – 19 فبراير 2000)
- كاترينا سينياكوفا (لاعبة كرة مضرب تشيكية، 10 مايو 1996 – )
- كسينيا سوبتشاك (5 نوفمبر 1981[34] – )
- كونيغوندا من سلافونيا (1245 – 9 سبتمبر 1285)

## وصلات خارجية
- موقع وزارة الخارجية التشيكية
- موقع وزارة الخارجية الروسية